# Uperoleia mimula
Uperoleia mimula é uma espécie de anfíbio da família Myobatrachidae.
É endémica da Austrália.
Os seus habitats naturais são: pântanos subtropicais ou tropicais, savanas áridas, savanas húmidas, campos de gramíneas de baixa altitude subtropicais ou tropicais sazonalmente húmidos ou inundados, lagos de água doce intermitentes e marismas intermitentes de água doce.